# Lista de estádios de futebol da Paraíba
Esta é uma lista dos estádios de futebol do estado da Paraíba, com um breve resumo de suas informações.

## Estádios deJoão Pessoa
| Estádio                                  | Nome popular                    | Capacidade | Localidade                          | Proprietário                        | Time | Inauguração           | Ref   |
| ---------------------------------------- | ------------------------------- | ---------- | ----------------------------------- | ----------------------------------- | --- | --------------------- | ----- |
| Estádio Agostinho Tomas de Oliveira      |                                 |            | Bairro do Róger                     |                                     | Onze Recreativo |                       |       |
| Estádio Evandro Lélis                    | Colosso Alvirrubro, Mangabeirão | 3.000      | Bairro de Mangabeira                | Auto Esporte                        | Auto Esporte e CSP                                                                                                  | 3 de setembro de 2005 |       |
| Estádio Ivan Tomaz                       | Tomazão                         | 2.000      | Bairro do Planalto da Boa Esperança |                                     | Auto Esporte, CSP, Femar, Internacional-PB, Miramar, São Paulo Crystal e Spartax                                    | 5 de agosto de 2014   | [ 1 ] |
| Estádio José Américo de Almeida Filho    | Almeidão                        | 25.770     |                                     | Governo do Estado da Paraíba        | Auto Esporte, Botafogo, CSP, Femar, Flamengo-PB, Internacional-PB, Miramar, Santa Cruz, São Paulo Crystal e Spartax | 9 de março de 1975    | [ 2 ] |
| Estádio Leonardo Vinagre da Silveira     | Estádio da Graça                | 6.400      | Bairro de Cruz das Armas            | Prefeitura Municipal de João Pessoa | Auto Esporte, Botafogo, CSP, Femar, Flamengo-PB, Miramar, Santa Cruz e Spartax                                      | ‎9 de janeiro de 1944  |       |
| Estádio Olímpico José Américo de Almeida | Estádio Olímpico                | 3.000      | Bairro dos Estados                  |                                     | Auto Esporte e Estrela do Mar                                                                                       | 14 de abril de 1957   |       |

## Estádios daRegião Metropolitanae do interior
| Estádio                                      | Nome popular                             | Capacidade | Localidade                              | Proprietário                      | Time                                                                                  | Inauguração            | Ref   |
| -------------------------------------------- | ---------------------------------------- | ---------- | --------------------------------------- | --------------------------------- | ------------------------------------------------------------------------------------- | ---------------------- | ----- |
| Estádio Amauri Sales de Melo                 |                                          | 1.000      | Centro de Picuí                         |                                   | Picuí Club                                                                            |                        |       |
| Estádio Antonio Carneiro Neto                | Carneirão                                | 1.200      | Cruz do Espírito Santo                  |                                   | Auto Esporte, Confiança, Inter/Santa Rita, São Paulo Crystal e Sport-PB               |                        | [ 3 ] |
| Estádio Antônio Mariz                        | Marizão                                  | 5.400      | Sousa                                   | Prefeitura Municipal de Sousa     | Sociedade e Sousa                                                                     | 1994                   |       |
| Estádio Antonio Toscano de Brito             | Toscanão                                 |            | Lucena                                  |                                   | Internacional-PB e Spartax                                                            | 21 de dezembro de 2013 |       |
| Estádio Augusto Machado da Nóbrega           | Machadão                                 | 10.000     | Santa Luzia                             |                                   | Sabugy                                                                                |                        |       |
| Estádio Carlos Ernesto                       | Campão                                   |            | Queimadas                               |                                   |                                                                                       |                        |       |
| Estádio Francisco Figueiredo de Lima         |                                          | 5.000      | Cabedelo                                |                                   | Nacional de Cabedelo                                                                  |                        |       |
| Estádio Frederico Lundgren                   | Lundrigão                                | 3.000      | Caaporã                                 |                                   | América de Caaporã, EC Caaporã e Internacional-PB                                     |                        |       |
| Estádio Governador Clóvis Bezerra            | Bezerrão                                 | 3.000      | Bananeiras                              |                                   | Atalaia                                                                               |                        |       |
| Estádio Governador Ernani Sátyro             | Amigão                                   | 19.000     | Bairro do Itararé, em Campina Grande    |                                   | Campinense, Perilima, Picuiense, Queimadense, Serra Branca, Serrano, Sport-PB e Treze | 8 de março de 1975     | [ 4 ] |
| Estádio Inácio José Feitosa                  | Feitosão                                 | 4.000      | Monteiro                                |                                   | Socremo e Serrano                                                                     |                        |       |
| Estádio Jeremias Venâncio dos Santos         | Vovozão                                  | 2.000      | Cuité                                   | Prefeitura Municipal de Cuité     | Picuiense                                                                             |                        |       |
| Estádio José Cavalcanti                      |                                          | 5.170      | Patos                                   |                                   | Esporte, Nacional de Patos, Pombal EC e Sabugy                                        | 29 de novembro de 1964 |       |
| Estádio José Ramalho da Costa                | Zé Ramalho                               |            | Esperança                               |                                   | América de Esperança                                                                  |                        |       |
| Estádio José Sobrinho Barros                 | Zezão                                    | 3.000      | Itaporanga                              |                                   | Cruzeiro de Itaporanga, Mil Réis e Paraíba SC                                         |                        |       |
| Estádio José Tadeu Cavalcante Matias         | Tadeuzão                                 | 1.000      | Sapé                                    |                                   | Confiança                                                                             |                        |       |
| Estádio Lourival Caetano                     |                                          |            | Bayeux                                  |                                   | Colombo, Femar e Luna Carioflex                                                       |                        | [ 5 ] |
| Estádio Luiz Ribeiro Coutinho                | Campo da Sanbra, Ribeirão                | 1.800      | Sapé                                    | Prefeitura Municipal de Sapé      | Confiança                                                                             |                        |       |
| Estádio Mário Bandeira                       |                                          | 1.000      | Cacimba de Dentro                       |                                   | Nacional de Cacimba                                                                   |                        |       |
| Estádio Municipal Arthur Galdino             | Galdinão                                 |            | Pocinhos                                |                                   | Serrano                                                                               |                        |       |
| Estádio Municipal Benedito Alves Fernandes   |                                          |            | Catolé do Rocha                         |                                   | Catolé e Tabajara                                                                     |                        |       |
| Estádio Municipal Comendador Arthur Lundgren |                                          |            | Rio Tinto                               |                                   | Rio Tinto EC                                                                          |                        |       |
| Estádio Municipal Dorgival Dantas            | Dorjão                                   |            | Teixeira                                | Prefeitura Municipal de Teixeira  | Femar e Internacional-PB                                                              |                        |       |
| Estádio Municipal Francisco Pereira Vieira   | Pereirão                                 | 5.000      | Pombal                                  |                                   | Pombal EC                                                                             |                        |       |
| Estádio Municipal José Jacinto               | Jacintão                                 | 8.000      | Sumé                                    |                                   | Femar                                                                                 |                        |       |
| Estádio Municipal Luiz Francisco             | Titão                                    |            | Lagoa Seca                              |                                   | Sport Lagoa Seca                                                                      |                        |       |
| Estádio Municipal Marconi Cruz de Lacerda    |                                          |            | São José de Piranhas                    |                                   |                                                                                       |                        |       |
| Estádio Municipal Moura Filho                |                                          | 2.000      | Alagoinha                               |                                   | Femar                                                                                 |                        |       |
| Estádio Municipal de Pitimbu                 |                                          |            | Pitimbu                                 |                                   |                                                                                       |                        |       |
| Estádio Municipal Pedro Viana                | Vianão                                   | 1.000      | Cuité                                   |                                   | Cultural de Cuité e Expressinho                                                       |                        |       |
| Estádio Municipal Sílvio Porto               |                                          | 1.540      | Guarabira                               | Prefeitura Municipal de Guarabira | Desportiva Guarabira                                                                  | 25 de agosto de 1963   |       |
| Estádio Pedro Eulâmpio da Silva              | Pedrão                                   | 4.000      | São Bento                               |                                   |                                                                                       |                        |       |
| Estádio Perpétuo Corrêa Lima                 | Perpetão                                 | 12.000     | Loteamento Cidade Nova, em Cajazeiras   |                                   | Atlético Cajazeirense e Paraíba SC                                                    | 27 de janeiro de 1985  |       |
| Presidente Vargas                            | PV                                       | 8.800      | Bairro do São José, em Campina Grande   | Treze                             | Perilima, Queimadense, Serrano, Sport Lagoa Seca e Treze                              | 17 de março de 1940    |       |
| Estádio Renato Cunha Lima                    | Renatão, Toca da Raposa                  | 4.000      | Bairro da Bela Vista, em Campina Grande | Campinense                        | Campinense (categorias de base)                                                       | 12 de novembro de 2005 |       |
| Estádio Romerão                              | Estádio Municipal de Galante             | 1.000      | Distrito de Galante, em Campina Grande  |                                   | Queimadense                                                                           |                        |       |
| Estádio Saulo Leal Ernesto de Melo           | Ernestão, Estádio Municipal de Queimadas |            | Queimadas                               |                                   | Queimadense                                                                           | 14 de agosto de 2022   |       |
| Estádio Tancredo de Carvalho                 | Tancredão                                |            | Solânea                                 | Prefeitura Municipal de Solânea   | Vila Branca                                                                           | 14 de agosto de 2022   |       |
| Estádio Virgílio Veloso Borges               | Teixeirão                                | 4.500      | Santa Rita                              |                                   | Santa Cruz                                                                            | 1989                   |       |
| Estádio Walter Braga                         |                                          | 3.000      | Conceição                               |                                   | Conceição AC                                                                          |                        |       |
| Módulo Esportivo Euzário Pereira da Silva    |                                          | 1.500      | Mamanguape                              |                                   | Internacional-PB                                                                      |                        |       |

## Centros de Treinamento
| Nome                        | Capacidade | Localidade                                | Proprietário | Inauguração |
| --------------------------- | ---------- | ----------------------------------------- | ------------ | ----------- |
| CT Ivandro Cunha Lima       |            | Bairro das Três Irmãs, em Campina Grande  | Serra Branca |             |
| CT da Maravilha do Contorno |            | Bairro do Cristo Redentor, em João Pessoa | Botafogo     |             |
| CT Oceania                  |            | Bairro do Jardim Oceania, em João Pessoa  | Botafogo     |             |
| CT Toca do Papão            |            | Sapé                                      | Confiança    |             |